# Stadion metróállomás (Bécs)

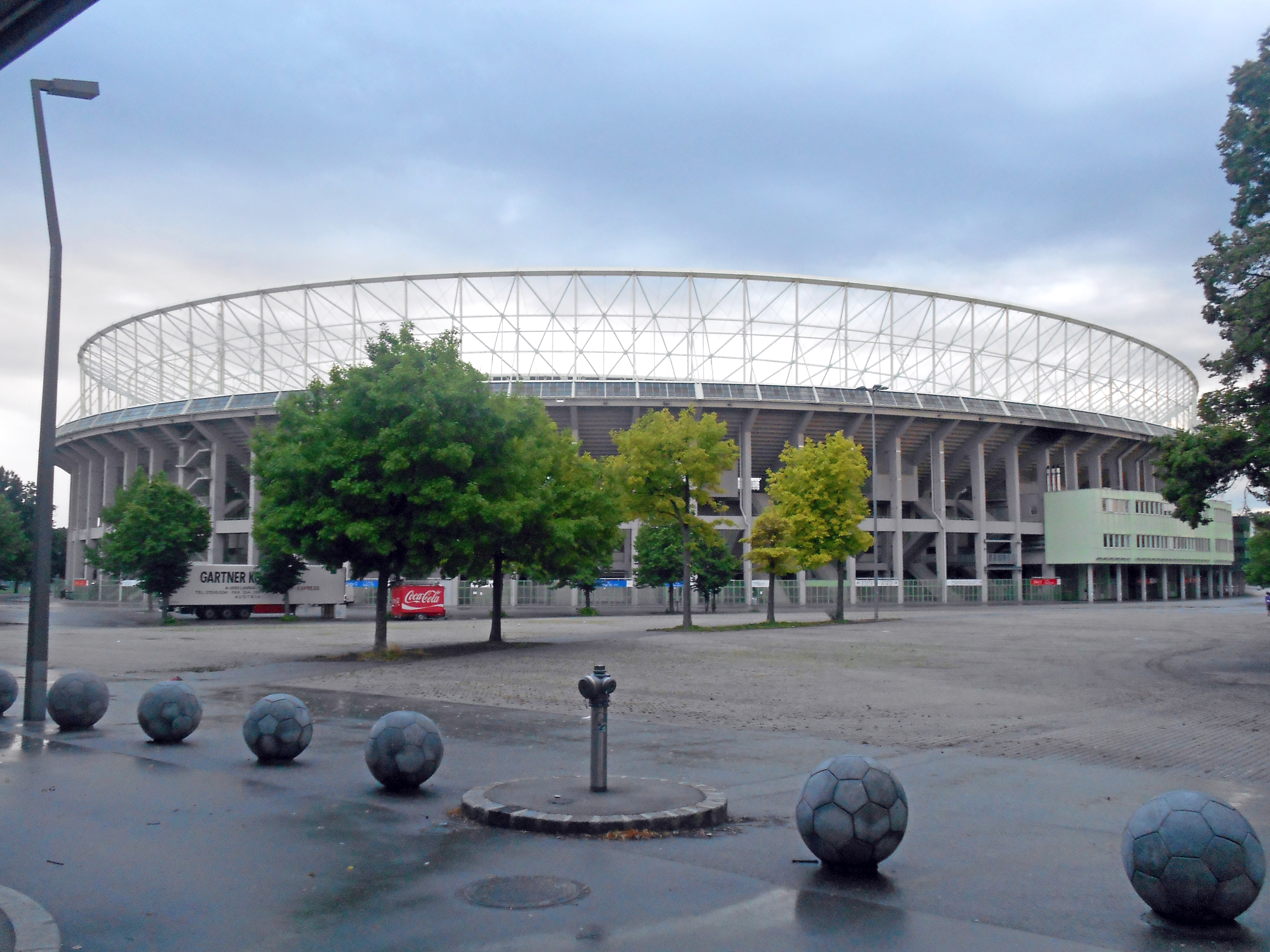
Az Ernst Happel Stadion a metróállomás kijárata felől nézve

A Stadion metróállomás az U2-es vonal egyik megállóhelye Krieau és Donaumarina között. Az állomás Bécs 2. kerületében, Leopoldstadtban épült. Nevét a mellette lévő Ernst Happel Stadion-ról kapta. Karlsplatz felől érkezve ez a második magasban épült metróállomás, és Seestadt irányába a vonal magas vezetésűként megy tovább. A megálló a 2-es metró első, 2008-as hosszabbításakor jött létre, amely Schottenringtől idáig tartott. A hosszabbításra a 2008-ban itt megrendezett futball Európa-bajnokság miatt volt szükség. Ez a megálló 2010-ig végállomásként is szolgált, 2010 óta a metró végállomása Aspernstraße, 2013 óta pedig Seestadt.

## Jellemzői
A metróállomás három vágányos, teljes hosszában fedett és akadálymentesített. Normál üzem szerint a két szélső peront szokták használni, melyek középperonosak, a harmadik vágány, melyet csak rendkívüli esetekben használnak az üzemi vágányok közötti peron kb. felénél helyezkedik el. A középső vágányon mindkét irányba lehetőség van az ajtókat kinyitni, de ezt az utasáramlási irány szerint szabályozni szokták. Az állomás délkeleti végén 2 hosszú kihúzóvágány található. Ha valami rendezvényt tarnak a Stadionban itt felsorakoztatják a metrószerelvényeket, hogy az egyszerre hazafelé igyekvő embereket gyorsabban el tudják szállítani. A nagy tömegre való tekintettel a liftek és mozgólépcsők mellé építettek széles lépcsőket is.

## Átszállási kapcsolatok
| U2 (Schottentor ↔ Seestadt) |                         |                         |
| Állomás                     | Átszállási kapcsolatok  | Fontosabb létesítmények |
| Stadion                     | 11A, 77A N29 (Éjszakai) | Ernst Happel Stadion    |

## Galéria

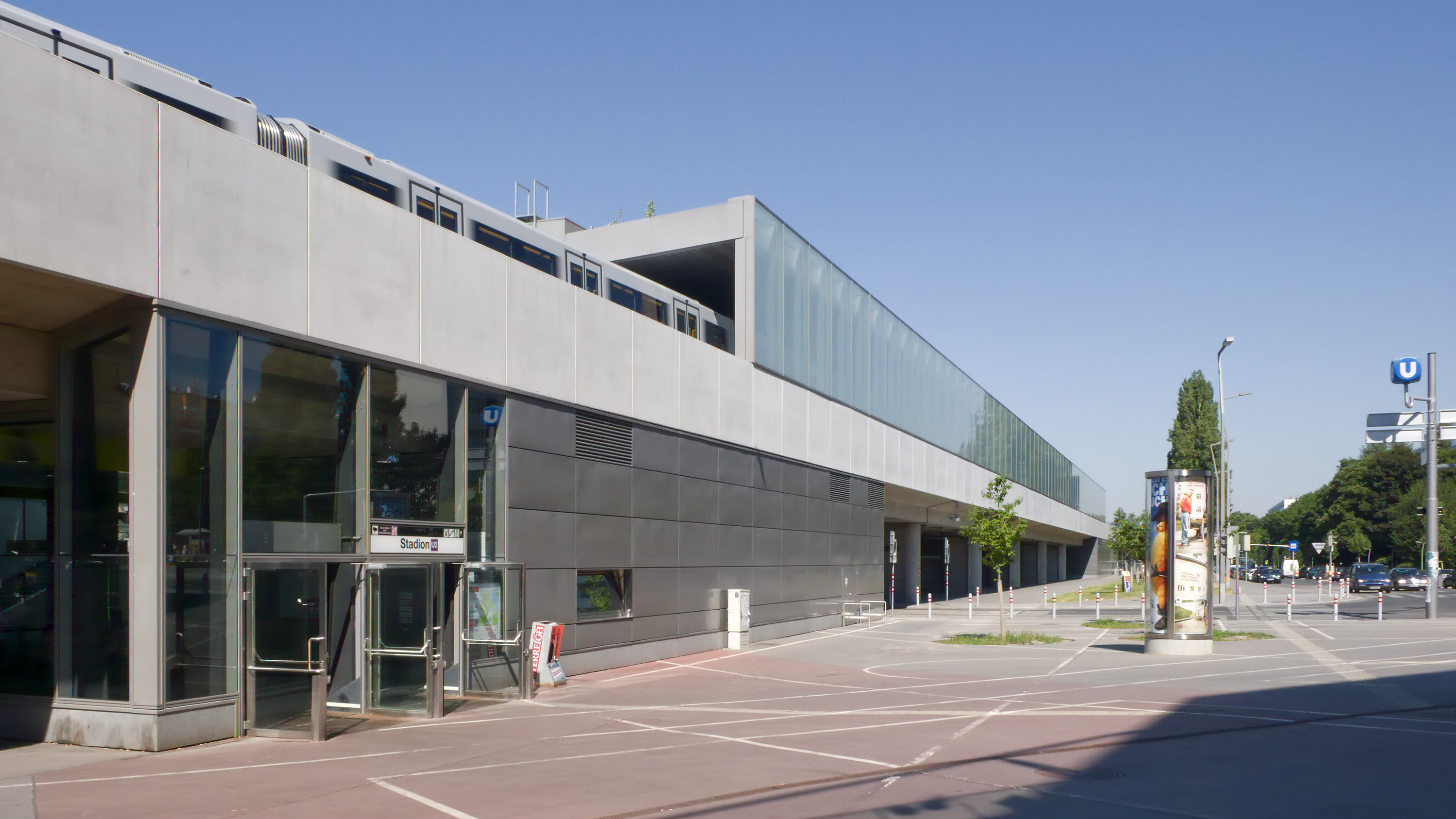
Az állomás kívül
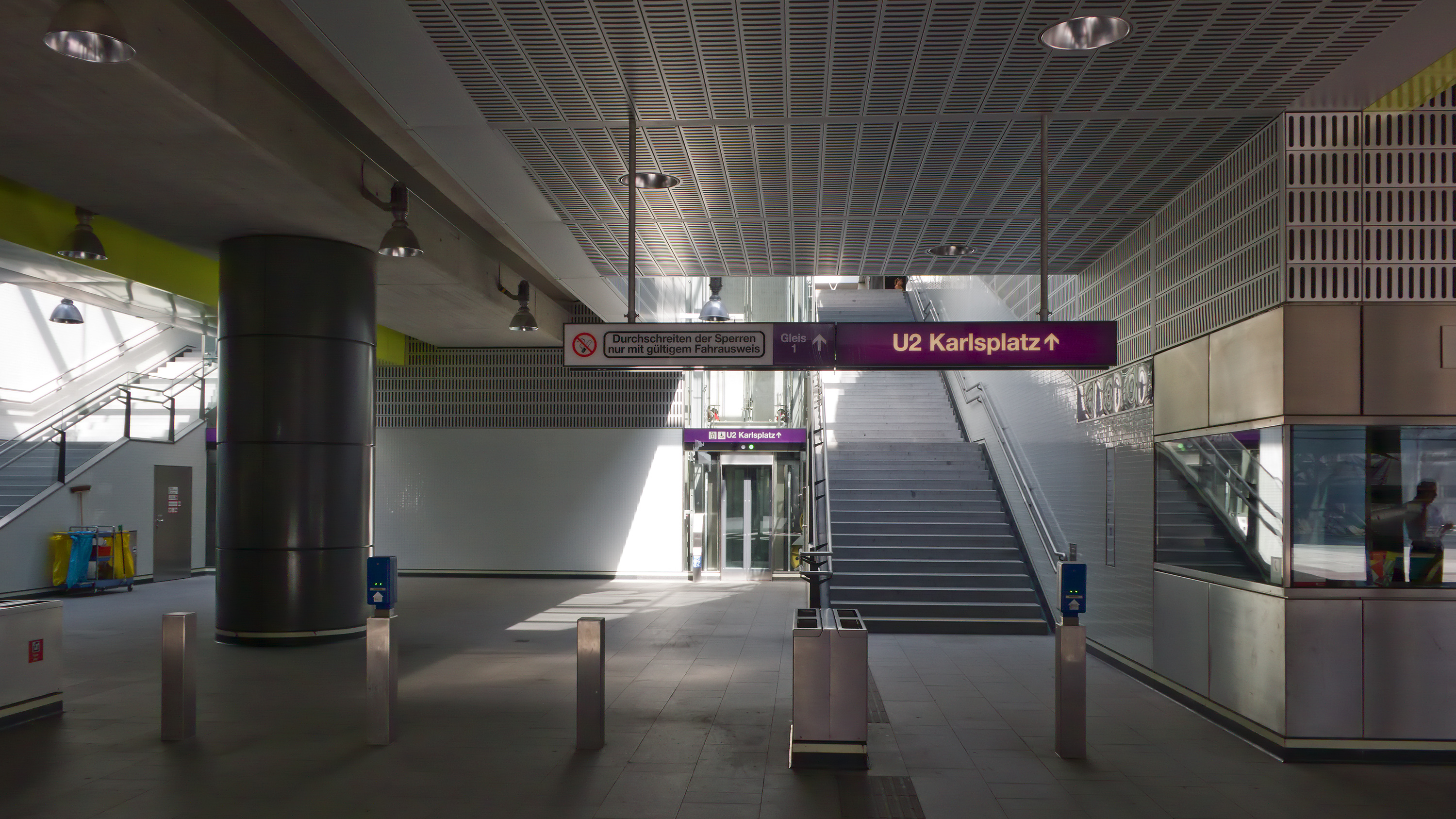
mozgólépcső
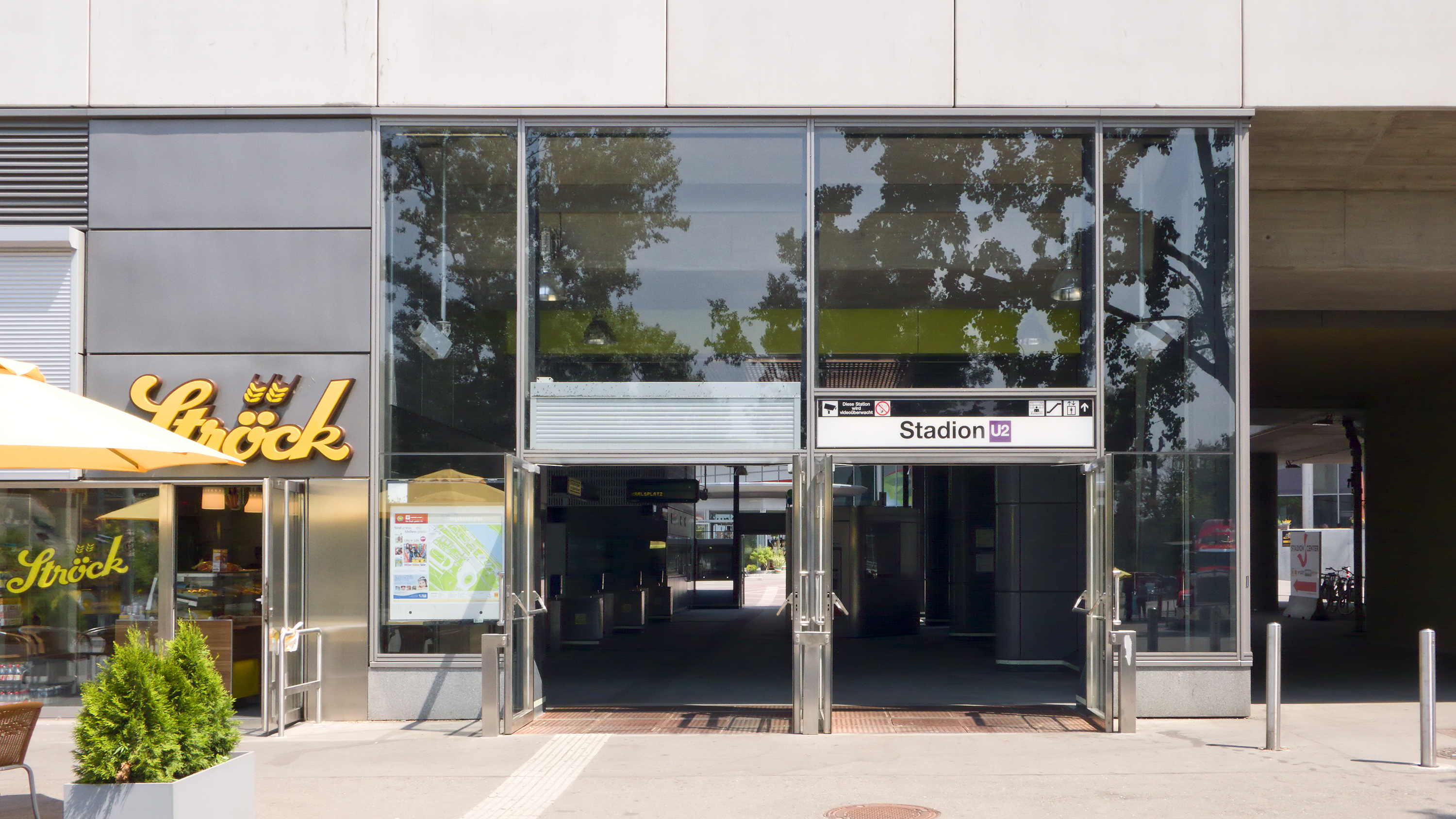
bejárat
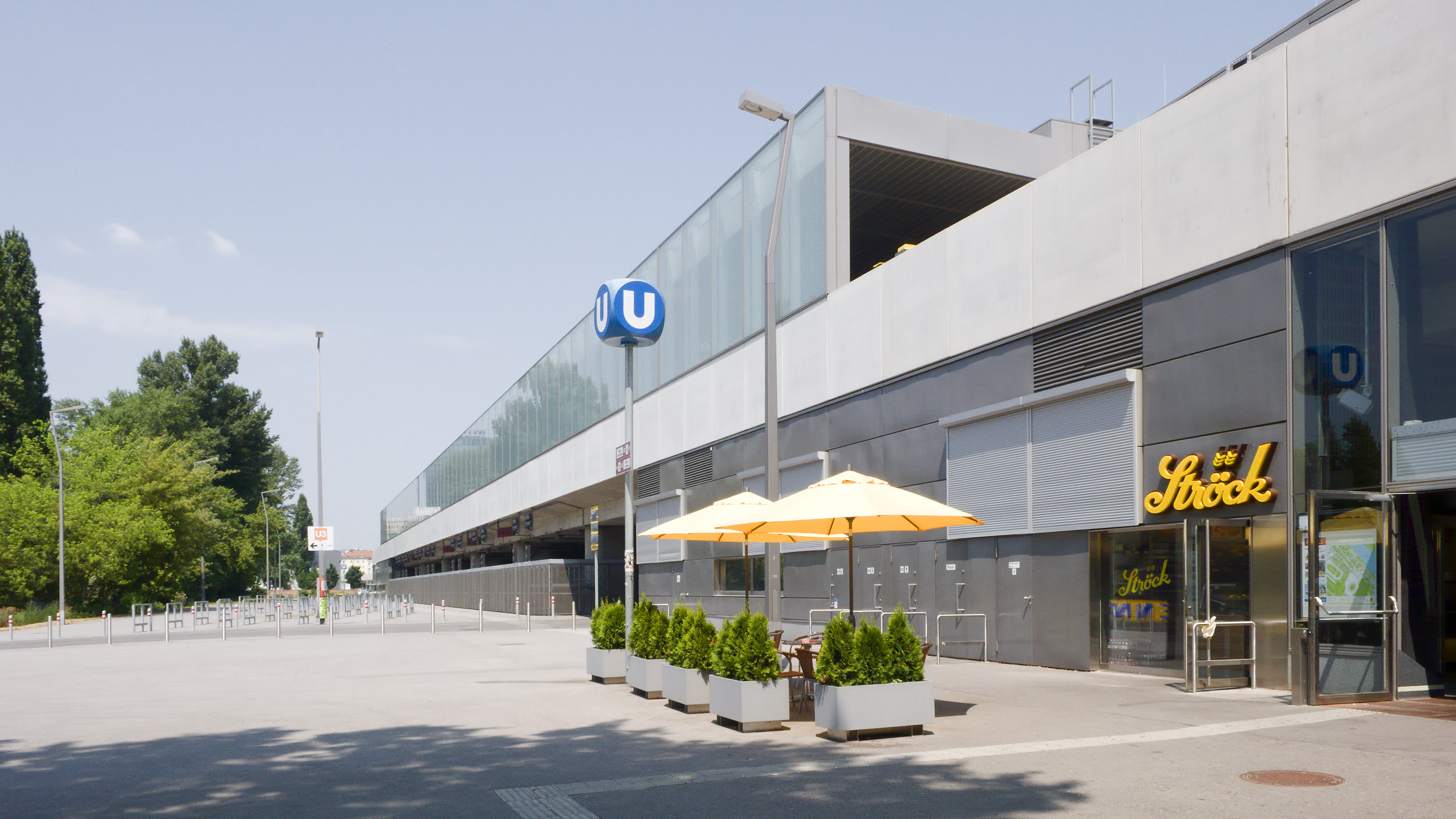
Az állomás kívül
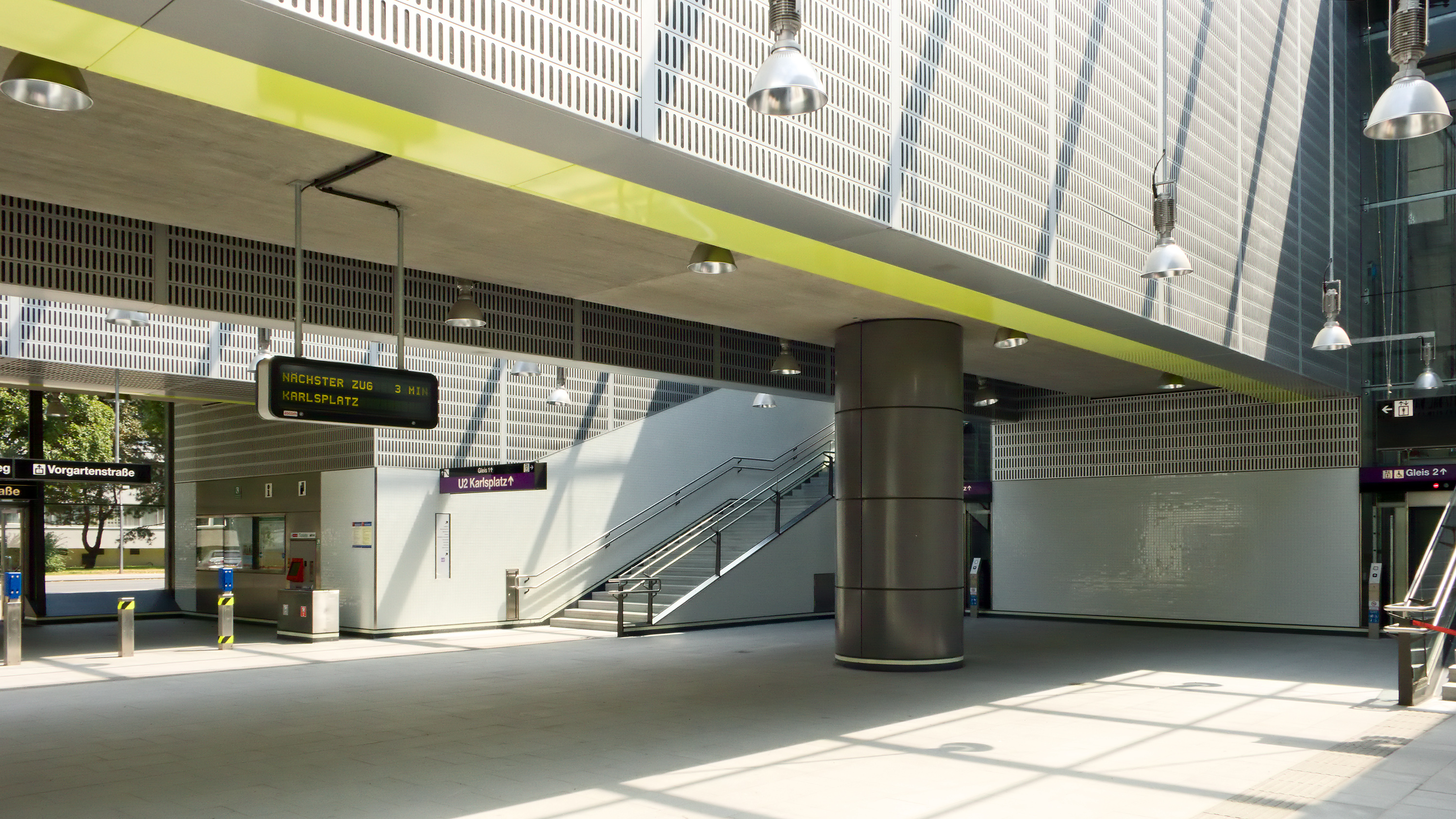
Az állomás kívül
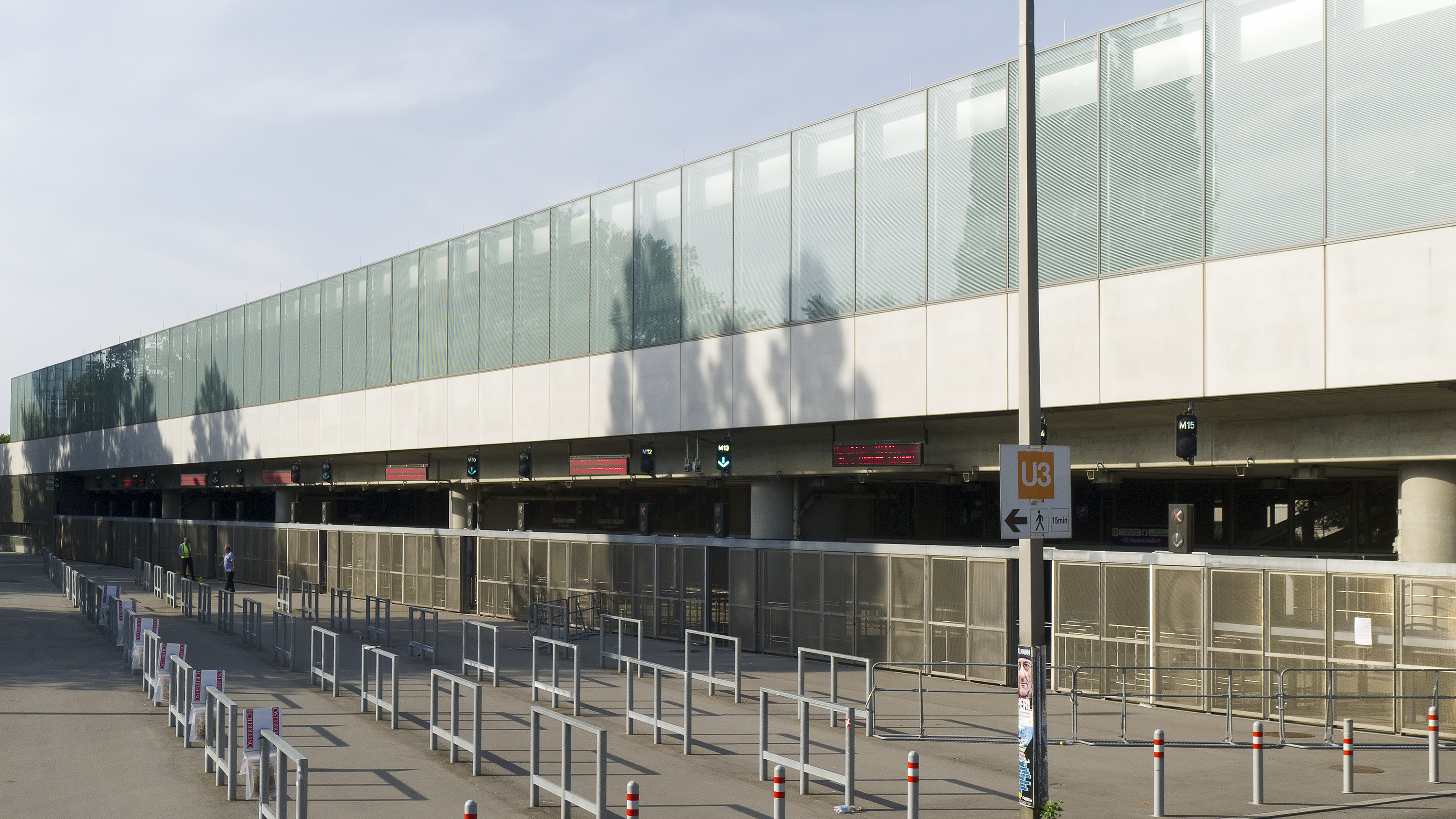
Az állomás kívül
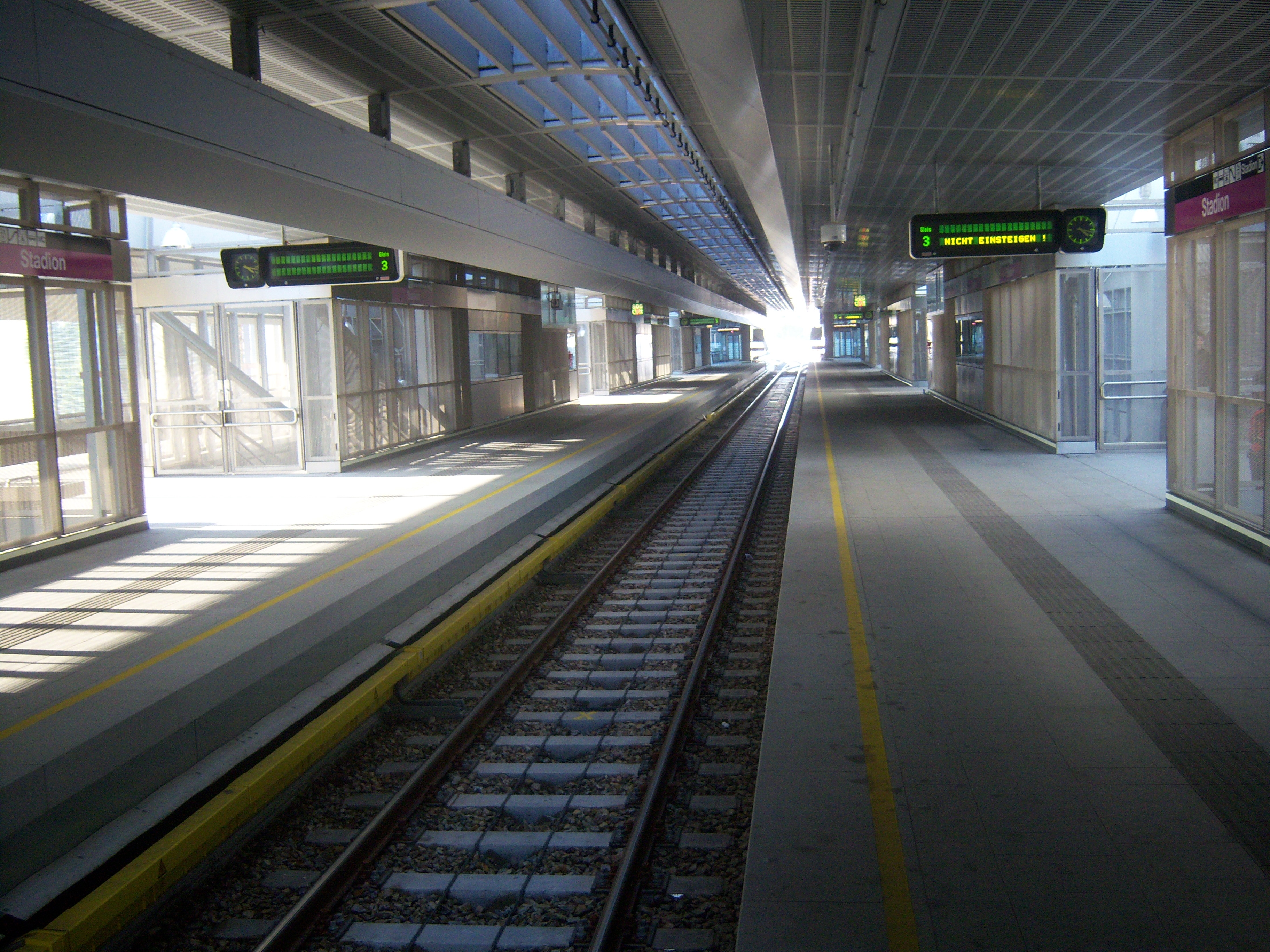
A rendkívüli eseményekkor használatos középső vágány
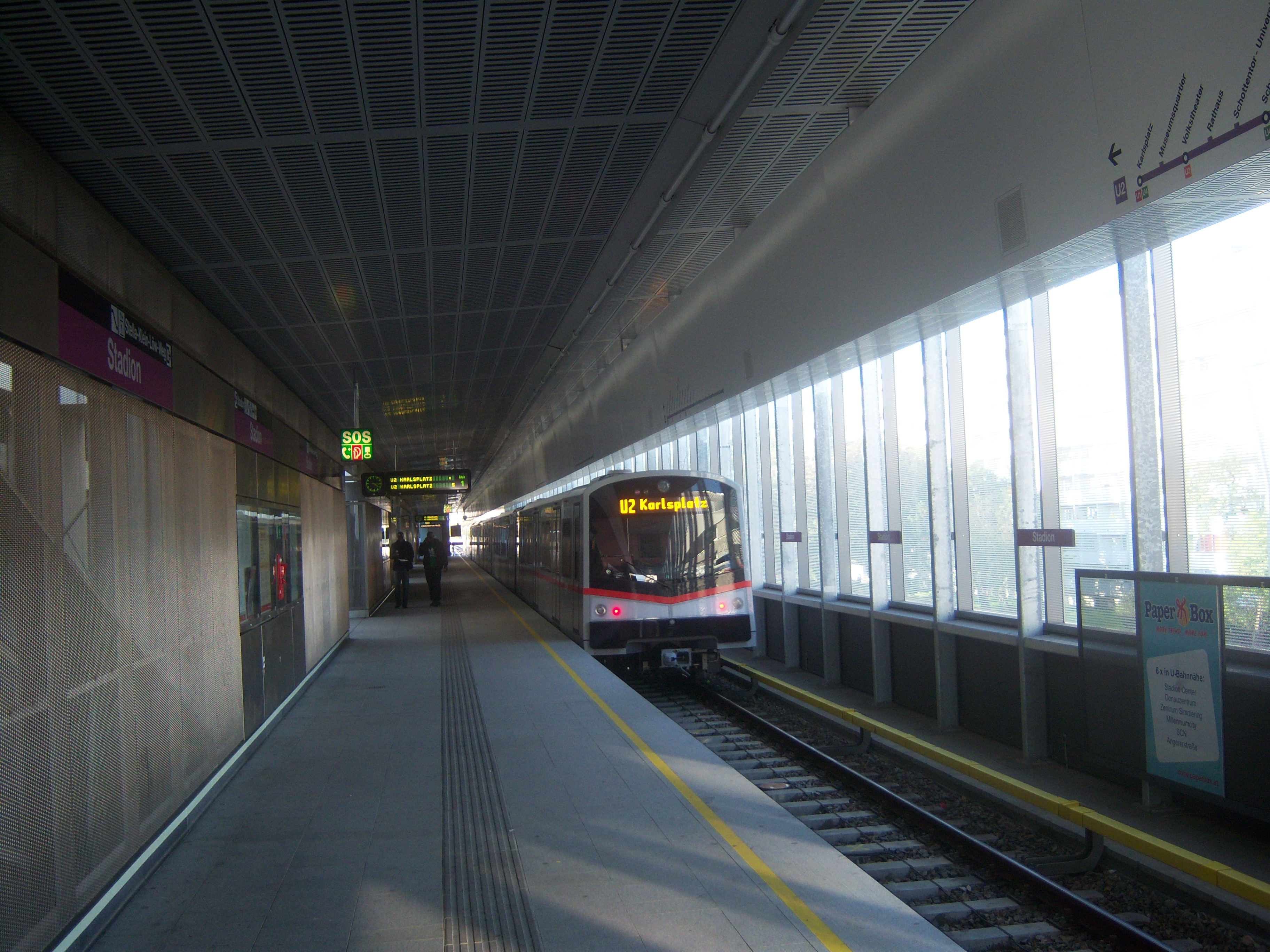
V/v metrókocsi az egyik szélső vágányon

## Fordítás
- Ez a szócikk részben vagy egészben  az   U-Bahn-Station Stadion című német Wikipédia-szócikk fordításán alapul.  Az eredeti cikk szerkesztőit annak laptörténete sorolja fel. Ez a jelzés csupán a megfogalmazás eredetét és a szerzői jogokat jelzi, nem szolgál a cikkben szereplő információk forrásmegjelöléseként.